# Boy Charlton
Andrew Murray "Boy" Charlton, född 12 augusti 1907 i Crows Nest, död 10 december 1975 i Avalon, var en australisk simmare.
Charlton blev olympisk mästare på 1500 meter frisim vid sommarspelen 1924 i Paris.